# Дубове (Дніпровський район)
Дубове́ — село в Україні, у Царичанській селищній громаді Дніпровського району Дніпропетровської області. Населення за переписом 2001 року складало 357 осіб.

## Географія
Село Дубове знаходиться за 2 км від правого берега річки Оріль, на відстані 0,5 км від смт Царичанка і села Тарасівка, за 1 км від села Турове. Поруч проходить автомобільна дорога Т 0441.

## Населення

### Мова
Розподіл населення за рідною мовою за даними перепису 2001 року:
| Мова                | Відсоток |
| ------------------- | -------- |
| українська          | 97,5 %   |
| російська           | 2 %      |
| інші/не визначилися | 0,5 %    |

## Інтернет-посилання
- Погода в селі Дубове [Архівовано 20 грудня 2011 у Wayback Machine.]

1. ↑  Рідні мови в об'єднаних територіальних громадах України — Український центр суспільних даних